# Matzikama
Matzikama (officieel Matzikama Plaaslike Munisipaliteit) is een gemeente in het Zuid-Afrikaanse district Weskus.
Matzikama ligt in de provincie West-Kaap en telt 67.147 inwoners. De naam Matzikama komt uit het Khoi en betekent hij die water geeft. Matzikama is de enige gemeente in Zuid-Afrika die Afrikaans als eerste taal gebruikt.

## Hoofdplaatsen
Matzikama is op zijn beurt nog eens verdeeld in acht hoofdplaatsen (Afrikaans: nedersettings) en de hoofdstad van de gemeente is de hoofdplaats Vredendal.
- Klawer
- Lutzville
- Vanrhynsdorp
- Vredendal
- Ebenhaeser
- Strandfontein
- Doringbaai
- Koekenaap